# サクリファイス (9mm Parabellum Bulletの曲)
「サクリファイス」は、日本のロックバンド、9mm Parabellum Bulletの9枚目のシングル。

## 概要
「インフェルノ」に続く約11ヶ月ぶりのシングル。NBCユニバーサル・エンターテイメントジャパンより発売。

## 収録曲
1. サクリファイス
アニメ「ベルセルク」第2期のオープニング・テーマ。
2. 午後の鳥籠
3. インフェルノ(Live Track From TOUR 2016“太陽が欲しいだけ”16.10.30 at Zepp Namba)